# Gemeinsame Kommission für die Erforschung der jüngeren Geschichte der deutsch-russischen Beziehungen
Die Gemeinsame Kommission für die Erforschung der jüngeren Geschichte der deutsch-russischen Beziehungen, oft kurz deutsch-russische Historikerkommission oder deutsch-russische Geschichtskommission genannt, ist eine Historikerkommission, die seit den 1990er Jahren durch Wissenschaftler beider Seiten forscht und publiziert.
Die Kommission  erhielt 1993 und in den Folgejahren von hochrangigen Politikern den Auftrag, die Geschichtsforschung und -darstellung in beiden Ländern über ihre wechselseitige Vergangenheit im 20. Jahrhundert auf möglichst gemeinsame Grundlagen zu stellen. Dies ist nicht selbstverständlich, weil in beiden Staaten oder deren Vorgängern, „Geschichte“ durch Ideologien befrachtet war und zum Teil als Propaganda des eigenen, selbstverständlich „richtigen“, Geschichtsbildes verstanden wurde. Die Bildung dieser bilateralen Geschichtskommission geht auf eine gemeinsame Initiative des damaligen russischen Präsidenten Boris Jelzin und des damaligen deutschen Bundeskanzlers Helmut Kohl zurück, die sie in den Jahren 1993/1994 vereinbarten. Dies führte 1997 zu schriftlichen Vereinbarungen zwischen dem deutschen Auswärtigen Amt und dem Außenministerium der Russischen Föderation. Insbesondere  fördert die durch Sekretariate unterstützte Kommission zweisprachige Forschungs- und Editionsprojekte und veröffentlicht die Ergebnisse ihrer eigenen Aktivitäten (z. B. von Kolloquien, die Publikation von  Schlüsseldokumenten im Internet, die „100 Briefe aus Stalingrad“ oder ein Geschichtsbuch in der Reihe „Mitteilungen“). Der Band 1 des Projekts zu „Das 18. Jahrhundert“ und der Band 2 zu „Das 19. Jahrhundert“ sind derzeit in Vorbereitung. Der 3. Band zu „Das 20. Jahrhundert“ ist 2013 in deutscher und 2015 unter dem Titel „Rossija – Germanija. Vechi sovmestnoj istorii v kollektivnoj pamjati“ in russischer Sprache erschienen.
Die Kommission besteht aus je neun deutschen und russischen Wissenschaftlern sowie je drei leitenden Vertretern der jeweiligen Archivverwaltungen. 1997 bis 2002 waren die ersten beiden Co-Vorsitzenden Horst Möller und das Akademiemitglied Aleksandr Čubar’jan. Derzeit gehören der Kommission u. a. neben den nach wie vor Co-Vorsitzenden auf deutscher Seite an: Helmut Altrichter, Ute Daniel, Beatrice Heuser, Manfred Hildermeier, Jörg Morré. Die Wiederberufung der wissenschaftlichen Mitglieder ist nach fünf Jahren einmal zulässig. Deutscherseits erfolgt die Finanzierung aus dem Etat des Innenministeriums.

## Publikationen, Reihen
- Horst Möller, Aleksandr O. Čubar'jan (beide als Hrsg. der Schriftenreihe, im Buch in der Schreibweise A. Tschubarjan) Mitteilungen der Gemeinsamen Kommission für die Erforschung der jüngeren Geschichte der deutsch-russischen Beziehungen, Bände 1–7, derzeit aktuell ist der Band 7 zum Ersten Weltkrieg (Stand 2017)
  - Bd. 3 thematisierte die Sicht auf die deutsche Wiedervereinigung 1989/90
  - Bd. 5: Die Tragödie Europas. Von der Krise des Jahres 1939 bis zum Angriff des nationalsozialistischen Deutschland auf die Sowjetunion.[3] Verlag Oldenbourg, 2013. ISBN 978-3-486-73608-3
  - Inhaltsverzeichnisse sind für Bd. 1 und ab Band 3 auf der Webseite der Kommission erreichbar
- Aleksandr Galkin, Anatolij Tschernjaev (Hrsg.): Michail Gorbatschow und die deutsche Frage. Sowjetische Dokumente 1986–1991. Deutsche Ausgabe herausgegeben von Helmut Altrichter, Horst Möller und Jürgen Zarusky. Kommentierungen von Andreas Hilger. Übersetzungen von Joachim Glaubitz. München 2011.
- Bulletin Nr. 1: „Systemumbrüche und historisches Gedächtnis in der deutschen und russischen Geschichte“ (Zu den Kolloquien 2007–2008; online 2014)
- Schulbuch: Das 20. Jahrhundert. 2013